# How Can We Hang On to a Dream
How Can We Hang On to a Dream is een nummer van de Amerikaanse singer-songwriter Tim Hardin. Het nummer werd uitgebracht op zijn debuutalbum Tim Hardin 1 uit 1966. Dat jaar werd het nummer tevens uitgebracht als single.

## Achtergrond
How Can We Hang On to a Dream is geschreven door Hardin zelf en geproduceerd door Erik Jacobsen. Het werd een van de weinige hits die Hardin scoorde. In Nederland kwam het nummer in eerste instantie tot de vijfde plaats in de Top 40, hoewel het hier een dubbelnotering betrof met een cover door Rudy Bennett. In de Parool Top 20 stond enkel de versie van Bennett genoteerd, die ook hier tot de vijfde plaats kwam. In 1987 werd het nummer gebruikt als de titelsong in de Nederlandse film Zoeken naar Eileen, waardoor het opnieuw de hitlijsten binnenkwam. In de Top 40 piekte het ditmaal op een vierde plaats, terwijl de originele versie nu ook in de Nationale Hitparade Top 100 terechtkwam, met een achtste plaats als hoogste notering. Tevens behaalde het de dertiende plaats in de voorloper van de Vlaamse Ultratop 50.
How Can We Hang On to a Dream is door veel artiesten gecoverd. De bekendste versies zijn afkomstig van Emerson, Lake & Palmer, Fleetwood Mac, Johnny Hallyday, Françoise Hardy, Nazareth, The Lemonheads, Liesbeth List, The Moody Blues, The Nice en Kathryn Williams.

## Hitnoteringen

### Tim Hardin

#### Nederlandse Top 40
| Hitnotering: 7 november 1987 - 26 december 1987 | Hitnotering: 7 november 1987 - 26 december 1987 | Hitnotering: 7 november 1987 - 26 december 1987 | Hitnotering: 7 november 1987 - 26 december 1987 | Hitnotering: 7 november 1987 - 26 december 1987 | Hitnotering: 7 november 1987 - 26 december 1987 | Hitnotering: 7 november 1987 - 26 december 1987 | Hitnotering: 7 november 1987 - 26 december 1987 | Hitnotering: 7 november 1987 - 26 december 1987 | Hitnotering: 7 november 1987 - 26 december 1987 |
| Week                                            | 1                                               | 2                                               | 3                                               | 4                                               | 5                                               | 6                                               | 7                                               | 8                                               |                                                 |
| ----------------------------------------------- | ----------------------------------------------- | ----------------------------------------------- | ----------------------------------------------- | ----------------------------------------------- | ----------------------------------------------- | ----------------------------------------------- | ----------------------------------------------- | ----------------------------------------------- | ----------------------------------------------- |
| Positie                                         | 21                                              | 11                                              | 7                                               | 6                                               | 4                                               | 7                                               | 15                                              | 24                                              | uit                                             |

#### Nationale Hitparade Top 100
| Hitnotering: 31 oktober 1987 - 23 januari 1988 | Hitnotering: 31 oktober 1987 - 23 januari 1988 | Hitnotering: 31 oktober 1987 - 23 januari 1988 | Hitnotering: 31 oktober 1987 - 23 januari 1988 | Hitnotering: 31 oktober 1987 - 23 januari 1988 | Hitnotering: 31 oktober 1987 - 23 januari 1988 | Hitnotering: 31 oktober 1987 - 23 januari 1988 | Hitnotering: 31 oktober 1987 - 23 januari 1988 | Hitnotering: 31 oktober 1987 - 23 januari 1988 | Hitnotering: 31 oktober 1987 - 23 januari 1988 | Hitnotering: 31 oktober 1987 - 23 januari 1988 | Hitnotering: 31 oktober 1987 - 23 januari 1988 | Hitnotering: 31 oktober 1987 - 23 januari 1988 | Hitnotering: 31 oktober 1987 - 23 januari 1988 |
| Week                                           | 1                                              | 2                                              | 3                                              | 4                                              | 5                                              | 6                                              | 7                                              | 8                                              | 9                                              | 10                                             | 11                                             | 12                                             |                                                |
| ---------------------------------------------- | ---------------------------------------------- | ---------------------------------------------- | ---------------------------------------------- | ---------------------------------------------- | ---------------------------------------------- | ---------------------------------------------- | ---------------------------------------------- | ---------------------------------------------- | ---------------------------------------------- | ---------------------------------------------- | ---------------------------------------------- | ---------------------------------------------- | ---------------------------------------------- |
| Positie                                        | 70                                             | 22                                             | 12                                             | 10                                             | 9                                              | 8                                              | 13                                             | 17                                             | 29                                             | 39                                             | 52                                             | 73                                             | uit                                            |

#### NPO Radio 2 Top 2000
| Nummer met noteringen in de NPO Radio 2 Top 2000 | '99 | '00 | '01 | '02 | '03 | '04 | '05 | '06 | '07 | '08 | '09 | '10 | '11 | '12  | '13  | '14  | '15  | '16  | '17  | '18  | '19  | '20  | '21  | '22  | '23 | '24  |
| ------------------------------------------------ | --- | --- | --- | --- | --- | --- | --- | --- | --- | --- | --- | --- | --- | ---- | ---- | ---- | ---- | ---- | ---- | ---- | ---- | ---- | ---- | ---- | --- | ---- |
| How Can We Hang On to a Dream?                   | 434 | 570 | 521 | 478 | 632 | 564 | 685 | 690 | 737 | 633 | 948 | 859 | 864 | 1274 | 1098 | 1253 | 1422 | 1574 | 1484 | 1972 | 1748 | 1881 | 1878 | 1926 | -   | 1635 |

1. ↑  Een '-' betekent dat het nummer niet was genoteerd en een vetgedrukt getal geeft de hoogste notering aan.

### Rudy Bennett

#### Parool Top 20
| Hitnotering: 14 januari 1967 - 4 maart 1967 | Hitnotering: 14 januari 1967 - 4 maart 1967 | Hitnotering: 14 januari 1967 - 4 maart 1967 | Hitnotering: 14 januari 1967 - 4 maart 1967 | Hitnotering: 14 januari 1967 - 4 maart 1967 | Hitnotering: 14 januari 1967 - 4 maart 1967 | Hitnotering: 14 januari 1967 - 4 maart 1967 | Hitnotering: 14 januari 1967 - 4 maart 1967 | Hitnotering: 14 januari 1967 - 4 maart 1967 | Hitnotering: 14 januari 1967 - 4 maart 1967 |
| Week                                        | 1                                           | 2                                           | 3                                           | 4                                           | 5                                           | 6                                           | 7                                           | 8                                           |                                             |
| ------------------------------------------- | ------------------------------------------- | ------------------------------------------- | ------------------------------------------- | ------------------------------------------- | ------------------------------------------- | ------------------------------------------- | ------------------------------------------- | ------------------------------------------- | ------------------------------------------- |
| Positie                                     | 19                                          | 13                                          | 5                                           | 5                                           | 5                                           | 6                                           | 11                                          | 15                                          | uit                                         |

### Dubbelnotering Hardin / Bennett

#### Nederlandse Top 40
| Hitnotering: 14 januari 1967 - 18 maart 1967 | Hitnotering: 14 januari 1967 - 18 maart 1967 | Hitnotering: 14 januari 1967 - 18 maart 1967 | Hitnotering: 14 januari 1967 - 18 maart 1967 | Hitnotering: 14 januari 1967 - 18 maart 1967 | Hitnotering: 14 januari 1967 - 18 maart 1967 | Hitnotering: 14 januari 1967 - 18 maart 1967 | Hitnotering: 14 januari 1967 - 18 maart 1967 | Hitnotering: 14 januari 1967 - 18 maart 1967 | Hitnotering: 14 januari 1967 - 18 maart 1967 | Hitnotering: 14 januari 1967 - 18 maart 1967 | Hitnotering: 14 januari 1967 - 18 maart 1967 |
| Week                                         | 1                                            | 2                                            | 3                                            | 4                                            | 5                                            | 6                                            | 7                                            | 8                                            | 9                                            | 10                                           |                                              |
| -------------------------------------------- | -------------------------------------------- | -------------------------------------------- | -------------------------------------------- | -------------------------------------------- | -------------------------------------------- | -------------------------------------------- | -------------------------------------------- | -------------------------------------------- | -------------------------------------------- | -------------------------------------------- | -------------------------------------------- |
| Positie                                      | 34                                           | 14                                           | 6                                            | 5                                            | 5                                            | 6                                            | 10                                           | 15                                           | 21                                           | 25                                           | uit                                          |